# Кропотово-Лермонтово
Кро́потово-Ле́рмонтово — деревня Лукьяновского сельского поселения Становлянского района Липецкой области.
Основано в конце XVII века елецким писцом С. Кропотовым. Отсюда — название. Кроме того, было и другое наименование — Любашевка (по реке Любашевке).
В 1791 году деревню купил Пётр Юрьевич Лермонтов — дед поэта М. Ю. Лермонтова. С 1817 года в Кропотове жил отец поэта Юрий Петрович. Сам М. Ю. Лермонтов был здесь в 1827 году.
В 1880-е гг. имение приобрёл академик П. Л. Чебышёв и подарил его своей старшей сестре Елизавете Львовне Тарасенковой (29 октября 1819—1888), вдове известного московского доктора, руководителя Шереметевской больницы и врача, лечившего Н. В. Гоголя.
Дом Лермонтовых погиб во время Великой Отечественной войны, в 1941 году.

## Население
| 2010 |
| ---- |
| 1    |